# Harvest Moon: Animal Parade
Harvest Moon: Animal Parade (牧場物語わくわくアニマルマーチ Bokujō Monogatari: Waku Waku Animaru Māchi, Farm Story: Exciting Animal March) là một trò chơi video nhập vai mô phỏng của Marvelous Entertainment phát hành cho hệ máy Wii của Nintendo. Đây là tựa trò chơi thứ hai cho Wii trong loạt Story of Seasons, và có các nhân vật giống như Harvest Moon: Tree of Tranquility. Trò chơi có nhiều động vật mà người chơi có thể cưỡi, bao gồm cả động vật trong rạp xiếc.
Harvest Moon: Animal Parade cũng là phần cuối cùng trong loạt do tác giả loạt là Wada Yasuhiro sản xuất.

## Câu chuyện
Vùng đất Castanet lâu đời được chia thành nhiều khu âm nhạc khác nhau. Trung tâm thương mại chính của hòn đảo này là Thị trấn Harmonica với rất nhiều cửa hàng và khu dân cư.
Ngày xửa ngày xưa có một cây thần ở giữa hồ của Harvest Goddess. Một ngày nọ, cây cối bắt đầu chết dần, không khí trở nên tù đọng, các sinh vật bắt đầu bỏ đi, và năm chiếc chuông thần bị mất đi sức mạnh. Nữ thần tin rằng chỉ có sức mạnh của Harvest King sống trên trời cao mới có thể hồi sinh trái đấy và đem lại sự sống cho các loài thực vật. Chỉ khi rung năm chiếc chuông cùng lúc thì mới có thể triệu hồi Harvest King trở lại hòn đảo, và giúp hồi sinh Goddess Tree của Harvest Goddess.
Harvest Goddess sử dụng sức mạnh cuối cùng của cô để tạo ra các Harvest Sprites, những chú lùn mùa màng đủ màu để tìm kiếm năm chiếc chuông. Cô hướng dẫn Sprite màu cam, Finn, lên đường tìm kiếm một người có thể giúp đỡ họ.

## Lối chơi
Trang trại của người chơi nằm ở Quận Clarinet, được kết nối với Cánh đồng Flute (kết nối với Rừng Fugue) và Khu mỏ Garmon. Ao Nữ thần nằm trong khu vực Garmoni. Người chơi phải trồng và bán cây trồng để kiếm tiền mua đồ và trang bị cho ngôi nhà. Ngoài ra lối chơi vẫn giữ như cũ theo truyền thống của loạt Harvest Moon.
Animal Parade cho phép người chơi lựa chọn giới tính và phong cách của nhân vật chính. Người chơi có thể vào vai các nhân vật gốc của Tree of Tranquility hoặc chọn một trong các phong cách mới.

### Trồng trọt
Trồng trọt luôn là một phần quan trọng trong bất kỳ trò chơi Harvest Moon nào. Trong trang trại, người chơi sẽ có một khu đất để canh tác. Ngoài ra còn có 2 mảnh đất khác ở quận Clarinet, nhưng phải trả cho Hamilton rất nhiều tiền để có thể sử dụng chúng. Mỗi mùa sẽ có những loại cây trồng mới.

### Động vật
Mặc dù một số động vật từ Harvest Moon: Tree of Tranquility cũng xuất hiện trở lại, trang web chính thức mô tả trò chơi giống như một rạp xiếc. Các loài động vật được chia thành bốn loại: xiếc, gia súc, gia cầm và thú cưng. Việc kết bạn với động vật trong Harvest Moon: Animal Parade cũng dễ dàng hơn, bất kể đó là những vật nuôi mà người chơi mua cho trang trại của mình hay những động vật hoang dã mà người chơi có thể chuyển đổi thành vật nuôi trong nhà.
Animal Parade cũng có một rạp xiếc theo mùa do Theodore từ Harvest Moon: Magical Melody điều hành. Các động vật trong rạp xiếc sẽ giúp người chơi nếu bạn giúp Theodore giải quyết vấn đề của anh ta. Tuy nhiên, động vật trong rạp xiếc không thể được nuôi làm thú cưng.
Ngoài Ngựa và Đà điểu, giờ đây người chơi có thể cưỡi các động vật chăn nuôi như Bò, Cừu và Dê. Nếu người chơi có từ 5 trái tim trở lên với bất kỳ con vật nuôi nào (không tính gà, vịt và con tằm), họ đều có thể cưỡi chúng đi xung quanh. Tất cả các động vật có tốc độ đi bộ/chạy khác nhau. Ngựa và đà điểu là nhanh nhất, tiếp theo là cừu và dê, cuối cùng là bò. Mức độ tim của chúng càng cao thì chúng càng đi nhanh. Các vật nuôi (trừ đà điểu, vịt, gà và con tằm) có thể có các màu sắc khác nhau. Bò có thể có màu nâu, đen hoặc trắng và đen, ngựa có thể có màu trắng, nâu, xám hoặc đen. Cừu có thể có màu trắng hoặc đen, dê cũng có thể có màu trắng hoặc đen.
Cũng như các trò chơi trước, bò và dê tạo ra sữa, pho mát và bơ, trong khi gà, đà điểu và vịt tạo ra trứng và mayonnaise. Ngoài ra, cừu, trước đây chỉ sản xuất len, bây giờ có thể sản xuất sữa, pho mát và bơ. Những con tằm từng được giới thiệu trong Tree of Tranquility sẽ tạo ra kén tơ tằm, có thể vận chuyển nguyên trạng hoặc biến thành sợi tơ tằm. Ngoài việc có thể mua các động vật con non từ Hanna, chẳng hạn như ngựa con và bê con, người chơi cũng có thể mua các hình dạng trưởng thành của những con vật này, nhưng với một khoản tiền cao hơn.

### Kết hôn
Có 10 nam ứng viên và 10 nữ ứng viên để người chơi kết hôn tương ứng với giới tính nam hoặc nữ mà người chơi cọn lựa từ ban đầu. Người chơi có thể kết hôn với cả Harvest Goddess hoặc Harvest King.
Để kết hôn, người chơi có mức độ tình cảm với đối tượng ít nhất là 9 trái tim, xem các sự kiện kích hoạt, sở hữu ít nhất một ngôi nhà cấp 2 và nhận được chiếc lông vũ màu xanh.

### Con cái
Trong Harvest Moon: Animal Parade, vợ/chồng mà người chơi chọn sẽ phản ánh ngoại hình của những đứa trẻ; nếu vợ/chồng có mái tóc vàng và đôi mắt xanh lục, thì con cái của người chơi cũng sẽ có những đặc điểm giống nhau và sở hữu một số đặc điểm sau dựa trên tính cách riêng của vợ/chồng họ: Trầm lặng, Học giả, Bốc lửa và Lãng mạn. Vợ/chồng và con cái có thể phụ giúp người chơi làm công việc đồng áng hoặc các nhiệm vụ khác mà người chơi chỉ định. Một lợi ích khác của hôn nhân là họ có thể đưa vợ/chồng và con cái đến các lễ hội bằng cách đưa họ đi dạo.
Sau một thời gian lập gia đình, thì người vợ sẽ có thai và sinh con ở phòng khám thị trấn, trong khi người chồng ở trong phòng chờ sinh. Sau đó, y tá sẽ giới thiệu họ với con trai hoặc con gái mới sinh. Người chơi sẽ có thể chơi với con của họ kể từ khi mới biết đi. Có những sự kiện đặc biệt trong cuộc đời của đứa trẻ như "Bò", "Đi bộ", "Nói" và "Lớn lên".
Không giống như Tree of Tranquility và các tựa game Harvest Moon khác, trừ Harvest Moon SNES, người chơi được phép có hai đứa trẻ trong gia đình thay vì tùy chọn một đứa duy nhất như trước đây.

## Tiếp nhận
Harvest Moon: Animal Parade nhận được đánh giá "khá là yêu thích" trên tổng hợp đánh giá Metacritic.
Ryan Clements của IGN khen ngợi lối chơi của Animal Parade "khiến người chơi hài lòng khi xây dựng một trang trại thành công và quản lý cuộc sống của nhân vật theo tốc độ của riêng họ", nhưng phê bình đồ họa và chỉ trích tốc độ khung hình thường bị giật khi nhân vật ở ngoài trời.